# Рисовац (Босански Петровац)
Рисовац је насељено мјесто у Босни и Херцеговини, у општини Босански Петровац, које административно припада Федерацији Босне и Херцеговине. Према попису становништва из 1991. у насељу је живјело 379 становника.

## Географија
Налази се на Грмечу, поред пута Босански Петровац - Босанска Крупа.

## Историја

### Други свјетски рат
У лето 1941. године бачено је у јаму код села Рисовца, срез Босански Петровац око 300 најугледнијих Срба из разних мјеста у Босанској Крајини: Босанског Петровца, Босанске Крупе, Бихаћа, Дрвара и др.

## Становништво
| Националност       | 1991. | 1981. | 1971. | 1961. |
| Срби               | 375   | 452   | 649   | 779   |
| Југословени        | 2     | 32    |       |       |
| Хрвати             | 1     | 1     |       |       |
| остали и непознато | 1     | 4     |       | 1     |
| Укупно             | 379   | 489   | 649   | 780   |

| Демографија | Демографија | Демографија |
| Година      | Становника  | Становника  |
| ----------- | ----------- | ----------- |
| 1961.       | 780         |             |
| 1971.       | 649         |             |
| 1981.       | 489         |             |
| 1991.       | 379         |             |
| 2013.       | 57          |             |

## Знамените личности
- Љубиша Ћургус, генерал ЈНА, учесник Народноослободилачке борбе и носилац Партизанске споменице.